# Pierre Lary
Pour les articles homonymes, voir Lary (homonymie).
Pierre Lary, né le 25 février 1927 au Vésinet et mort le 14 avril 2019 à Paris, est un réalisateur français.

## Filmographie

### Réalisateur
- 1965 : Les Pieds dans le plâtre coréalisé avec Jacques Fabbri
- 1977 : Le Diable dans la boîte
- 1979 : Médecins de nuit (série télévisée) épisodes 2.7 Les Margiis et 2.3 Henri Gillot, retraité
- 1980 : Aéroport : Charter 2020 (téléfilm) diffusion : Antenne 2, samedi 19 avril 1980, 20h30
- 1981 : La Revanche
- 1982 : L'Indiscrétion
- 1989 : Le Lien du sang avec Ludmila Mikaël, Iliana Lolitch, Bruno Madinier (téléfilm)
- 1991 : Napoléon et l'Europe (série télévisée) épisode 1 Le 18 brumaire
- 1995 : L'Instit (série télévisée) épisode 3.4 : Aimer par cœur avec Gérard Klein, Laurence Masliah et Vincent Winterhalter
- 1997 : Ni vue, ni connue (téléfilm) avec Mireille Darc et Jean-Marie Winling
- 2000 : La Banquise (téléfilm)
- 2001 : Le Compagnon, épisode Choisir son père
- 2002 : Le Compagnon (série télévisée), coréalisé avec Maurice Frydland
- 2005 : Au bout du quai (téléfilm)

### Assistant réalisateur
- 1955 : Sophie et le Crime de Pierre Gaspard-Huit
- 1956 : Paris Canaille de Pierre Gaspard-Huit
- 1956 : Mon curé chez les pauvres d'Henri Diamant-Berger
- 1957 : Les Lavandières du Portugal de Pierre Gaspard-Huit
- 1957 : Que les hommes sont bêtes de Roger Richebé
- 1958 : Christine de Pierre Gaspard-Huit
- 1960 : Austerlitz, d'Abel Gance
- 1961 : Tintin et le Mystère de la Toison d'or de Jean-Jacques Vierne
- 1964 : Le Journal d'une femme de chambre de Luis Buñuel
- 1965 : Cartes sur table de Jesús Franco
- 1966 : Safari diamants de Michel Drach
- 1967 : Belle de jour de Luis Buñuel
- 1969 : La Voie lactée de Luis Buñuel
- 1970 : Tristana de Luis Buñuel
- 1972 : Le Charme discret de la bourgeoisie de Luis Buñuel
- 1972 : La Course du lièvre à travers les champs de René Clément
- 1977 : Cet obscur objet du désir de Luis Buñuel